# Distretto di Cujillo
Il distretto di Cujillo è uno dei quindici distretti  della provincia di Cutervo, in Perù. Si trova nella regione di Cajamarca e si estende su una superficie di 108,93 chilometri quadrati.

Ha per capitale la città di Cujillo e contava 2.998 abitanti al censimento 2005.